# Vindby
Vindby (även byvind, stormby eller vindstöt) är när vindhastigheten höjs kortvarigt för att sedan sänkas igen. En vindby varar normalt i några sekunder, och omslagen kan vara hastiga. Vid rapportering av högsta vindby avses den högsta hastighet som uppmätts med vindmätare. Vindbyns hastighet kan vara två till tre gånger kraftigare än medelvindhastigheten. Med begreppet stormbyar menas att vindhastigheten når stormstyrka i vindbyarna, men medelvindhastigheten är lägre än stormstyrka.
Det är vanligt att vindriktningen ändras i samband med vindbyn. Om vindriktningen ändras kraftigt kallas vindbyn kastby, vilket är vanligt främst i samband med kallfronter. Kraftiga kastbyar har förorsakat många fartygsförlisningar, bland annat av regalskeppet Vasa och S/S Freja af Fryken. Kraftiga vindbyar kan även rycka till i bilar på vägarna och särskilt orsaka svårigheter för höga fordon.